# Posidoniaceae
Famille
Classification APG III (2009)
Les Posidoniaceae sont une famille de plantes angiospermes. Elle comprend moins d'une dizaine d'espèces appartenant toutes au genre Posidonia.
Ce sont des plantes marines entièrement submergées, pérennes, à rhizome monopodial rampant des zones tempérées chaudes et subtropicales (pourtour méditerranéen - 1 espèce, Posidonia oceanica et côte ouest de l'Australie - 8 espèces).
Posidonia est un végétal marin, mais ce n'est pas une algue. Il s'agit en fait d'une plante à fleurs descendant d'un ancêtre terrestre qui devait ressembler aux joncs.
En Méditerranée, Posidonia oceanica, forme ce qu'on appelle les « herbiers de posidonies ».
Selon certains auteurs ces herbiers seraient menacés par une algue verte Caulerpa taxifolia (Caulerpaceae), qualifiée d'« algue tueuse », qui prolifère en Méditerranée après son introduction accidentelle par l'aquarium de Monaco.

## Étymologie
Le nom vient du genre Posidonia dérive de « Poséidon » (dieu des Mers et des Océans dans la mythologie grecque).

## Liste des genres
Selon World Checklist of Selected Plant Families (WCSP) (15 avr. 2010), NCBI (15 avr. 2010), Angiosperm Phylogeny Website (20 mai 2010) et DELTA Angio (15 avr. 2010), ITIS (15 avr. 2010) et World Register of Marine Species (24 avr. 2010) :
- genre Posidonia K.D.Koenig (1805)

## Liste des espèces
| Selon World Checklist of Selected Plant Families (WCSP) (24 avr. 2010) : - genre Posidonia K.D.Koenig (1805) - Posidonia angustifolia Cambridge & J.Kuo (1979) - Posidonia australis Hook.f. (1858) - Posidonia coriacea Cambridge & J.Kuo (1984) - Posidonia denhartogii J.Kuo & Cambridge (1984) - Posidonia kirkmanii J.Kuo & Cambridge (1984) - Posidonia oceanica (L.) Delile, Descr. Égypte (1813) - Posidonia ostenfeldii Hartog, Verh. Kon. Ned. Akad. Wetensch., Afd. Natuurk., Sect. 2 (1970) - Posidonia robertsoniae J.Kuo & Cambridge (1984) - Posidonia sinuosa Cambridge & J.Kuo (1979) | Selon World Register of Marine Species (24 avr. 2010) : - genre Posidonia K.D.Koenig (1805) - Posidonia angustifolia M.L. Cambridge & J. Kuo, 1979 - Posidonia australis J.D. Hooker, 1858 - Posidonia denhartogii J. Kuo & M.L. Cambridge, 1984 - Posidonia kirkmannii J. Kuo & M.L. Cambridge, 1984 - Posidonia oceanica (Linnaeus) Delile - Posidonia ostenfeldii den Hartog, 1970 - Posidonia sinuosa M.L. Cambridge & J. Kuo, 1979 |

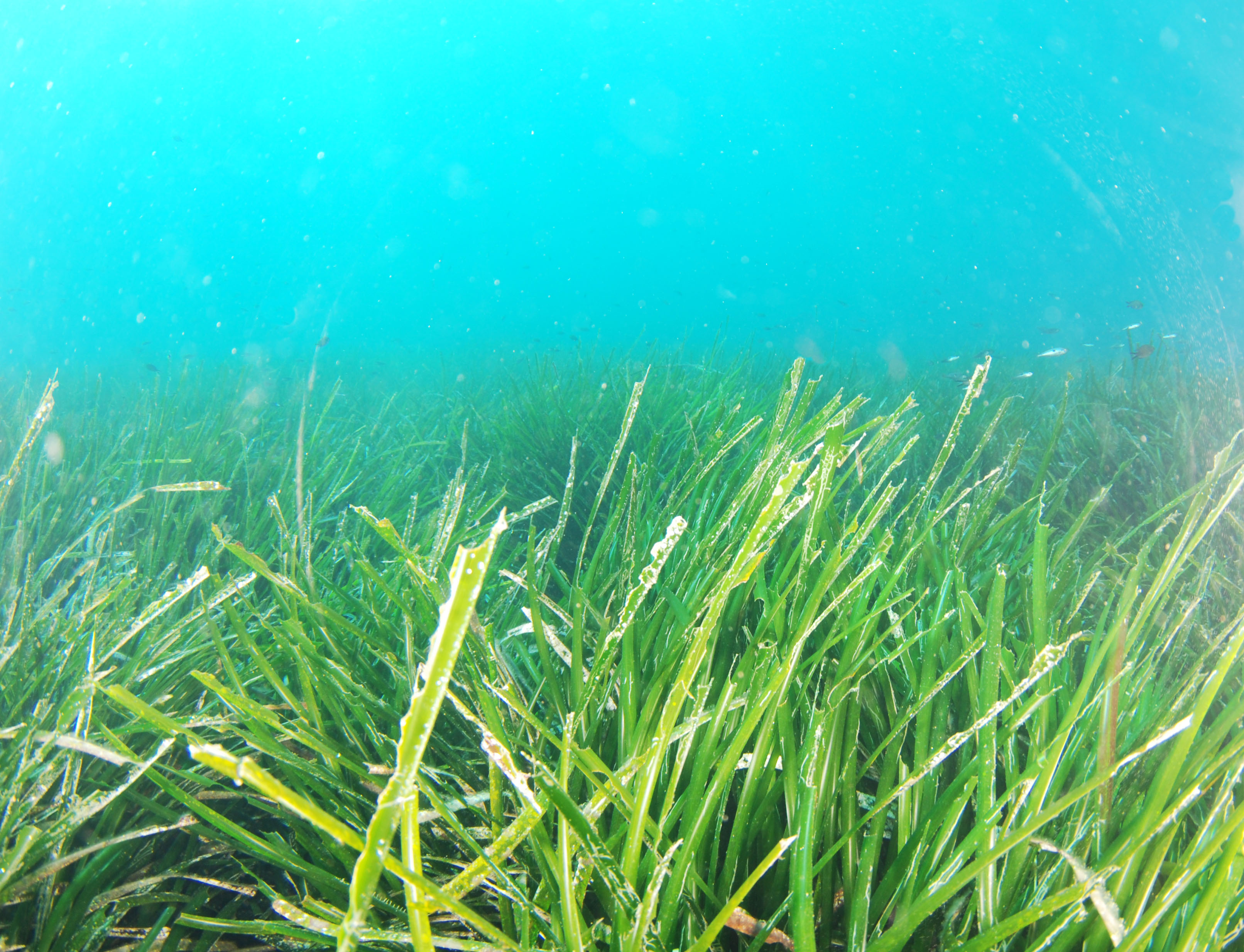
Posidonia oceanica